# World Rock'n'Roll Confederation
La World Rock'n'Roll Confederation (WRRC) est l'organisme mondial qui gère les compétitions de danses rock et assimilées.

## Historique
La WRRC est une fédération sportive internationale qui régit tous les aspects des sports du Rock'n'Roll, du Rock'n'Roll Acrobatique, du Boogie Woogie, du Lindy Hop, du Bugg et du Doublebug dans le monde entier, directement ou par l'intermédiaire de ses membres nationaux.
Le WRRC vise à promouvoir l'entraînement physique de ses membres au moyen d'activités sportives sous forme de tournois de danse Rock 'n Roll, y compris les variations acrobatiques (Rock'n'Roll acrobatique) ainsi que Rock'n'Roll et Boogie Woogie. , Lindy Hop et des styles alternatifs respectant les règles et les présentations sportives.
Le WRRC est membre associé de la World DanceSport Federation (WDSF) et via WDSF connecté à Sport Accord et au Comité International Olympique (CIO) et au forum sportif de l'Union Européenne.

## Musiques
La WRRC met a disposition de ses danseurs les musiques sur lesquelles ils peuvent danser. Ces musiques, que ce soit pour le boogie woogie ou pour le rock'n'roll sont disponibles sur le site internet.

## Rock'n'roll
Le rock acrobatique est une danse sportive basée sur le principe du rock à six temps dans lequel sont introduits des acrobaties. Pratiqué surtout lors de compétitions et démonstrations, il se danse en couple (homme / femme). Bien que dérivé du rock'n'roll, le pas de base et autres techniques sont bien différentes et permettent de débuter dans cette danse sans autre connaissance préalable. Pour en savoir plus : Rock acrobatique

## Boogie
Le Boogie est une danse du courant Swing (comme le lindy-hop, le balboa, etc.) se dansant essentiellement sur du Boogie-woogie (d'où le nom).
Le style du boogie est à cheval entre le rock'n'roll (pas de base en 6 temps) et le lindy-hop (aspect swingué et interprétation). En compétition, les danseurs ont deux passages : un lent et un rapide. Pour en savoir plus : Boogie-woogie (danse)